# Salpingogaster limbipennis
Salpingogaster limbipennis är en tvåvingeart som beskrevs av Samuel Wendell Williston  1891. Salpingogaster limbipennis ingår i släktet Salpingogaster och familjen blomflugor. Inga underarter finns listade i Catalogue of Life.